# Císařův kámen
Císařův kámen är ett berg i Tjeckien.   Det ligger i regionen Liberec, i den norra delen av landet, 80 km nordost om huvudstaden Prag. Toppen på Císařův kámen är 637 meter över havet, eller 139 meter över den omgivande terrängen. Bredden vid basen är 3,0 km.
Terrängen runt Císařův kámen är huvudsakligen kuperad, men den allra närmaste omgivningen är platt.Runt Císařův kámen är det ganska tätbefolkat, med 75 invånare per kvadratkilometer. Närmaste större samhälle är Liberec, 6,9 km nordväst om Císařův kámen. Omgivningarna runt Císařův kámen är en mosaik av jordbruksmark och naturlig växtlighet.